# Bylotov otok
Bylotov otok (angleško Bylot Island) je nenaseljen otok v Kanadskem arktičnem otočju na severu Kanade. Obsega površino 11.067 km², s čimer je 17. največji kanadski otok in 72. največji otok na svetu. Leži ob Baffinovem zalivu na vzhodnem robu otočja, z južnim delom pa je umeščen v zaliv ob severozahodni obali Baffinovega otoka. Skupaj z okoliškim ozemljem spada pod upravo kanadskega zveznega ozemlja Nunavut.
Površje otoka je razbrazdano, z mnogimi gorami, s katerih se stekajo številni ledeniki proti razčlenjenim obalam. Je namreč del Arktičnih kordiljer, ki se raztezajo od Baffinovega otoka severno do otoka Ellesmere. Izjema je nižinski južni del, kjer se razprostirajo obširne planjave tundre z nekaj mokrišči. Zaradi ugodnih pogojev in dejstva, da po spletu okoliščin morje ob ustju preliva Eclipse, ki ga loči od Baffinovega otoka, ne zamrzne, tu uspeva bujna združba rastlin in živali, nekakšna »polarna oaza«. Preostanek obalnega dela tvorijo nedostopni klifi, ki predstavljajo prvovrstna gnezdišča morskih ptic. Na njih med drugim gnezdi desetina kanadske populacije debelokljunih lumn in četrtina kanadske populacije triprstih galebov, na južnem delu pa je med drugim največja znana kolonija snežnih gosi na svetu, kar pomeni stotisoče ptic med gnezditveno sezono vsako pomlad. Skupno so na otoku našteli 360 vrst rastlin, 10 vrst sesalcev in 74 vrst ptic, od katerih jih približno polovica tu gnezdi, kar je izjemna raznovrstnost za tako severno okolje. Poleg tega morje v okolici obiskujejo razni tjulnji, orke, enorogi in grenlandski kiti.
Zaradi velikega ekološkega pomena je bil ves otok vključno s priobalnim morjem 3,2 km od obale že leta 1965 razglašen za Zatočišče za selivke Bylotov otok (Bylot Island Migratory Bird Sanctuary) in zaščiten kot narodni park. Od leta 1999 je tudi del Narodnega parka Sirmilik, ki obsega sever Baffinovega otoka. Bylotov otok med lovsko sezono obiskujejo Inuiti z Baffinovega otoka, stalnih naselbin pa nima. Poimenovan je po britanskem pomorščaku Robertu Bylotu. Tu ima raziskovalno postajo Univerza Laval iz Quebec Cityja. Za obiskovalce je otok dostopen samo z dovolilnicami, izjema so le Inuiti, ki lahko tu izvajajo tradicionalen lov in druge aktivnosti za samooskrbo.